# Elisabeth (comédie musicale)
Pour les articles homonymes, voir Elisabeth.
Elisabeth est une comédie musicale de langue allemande de 1992 écrite par Sylvester Levay et Michael Kunze.  

## Synopsis
Sisi, une adolescente émancipée et frondeuse, est en quête permanente d'aventures. Un jour, elle subit un grave accident. Alors qu'elle est supposée mourir, Sisi est ramenée à la vie par la Faucheuse elle-même (Der Tod). C'est le début d'une relation amour-haine entre la Mort et la jeune fille.
Cette dernière grandit sous l’œil attentif de la Faucheuse. Lorsque Sisi rencontre le séduisant Franz, elle se croit promise à un avenir radieux : aux bras du jeune empereur, elle pense pouvoir enfin accéder à la liberté dont elle a toujours rêvé.
Mais le carcan de l'étiquette, les manigances de la cour et les enjeux politiques étouffent la jeune épouse tout en l'éloignant de son mari. D'autant que la Faucheuse rôde toujours, prête à tout pour conquérir le cœur de celle qu'elle a épargnée des décennies plus tôt... Entre compagne et menace, amie et bourreau, Der Tod veille Sisi à chaque étape de son existence.
Malgré les nombreux drames qui jalonnent son ascension, la jeune femme va devenir la plus célèbre des souveraines : Elisabeth, impératrice d'Autriche et reine de Hongrie.

## Argument détaillé

### Acte 1
L'action débute au cœur du royaume des morts (Prolog), environ cent ans après la mort de l'impératrice Elisabeth. Nuit après nuit, le meurtrier d'Elisabeth, Luigi Lucheni, doit justifier son crime devant un tribunal invisible. L'anarchiste réfute toute responsabilité : cet assassinat, il ne l'a commis qu'au nom de la Mort elle-même. Cette dernière, éprise d'Elisabeth, l'a poussé à attaquer l'impératrice pour être enfin uni avec son amour. Lucheni évoque alors l'ancien empire des Habsbourg et remonte le temps, dans le passé de sa victime.

Elisabeth apparaît (Wie du). C'est une jolie jeune fille de 15 ans, très proche de son père mais déjà retorse à toute forme d'autorité et de contrainte... Lorsque sa mère Ludovika et sa sœur Helene vont rendre visite à de la famille (Schön, euch alle zu seh'n), Sissi se dérobe et préfère s'amuser à l'écart. Ses imprudences provoquent une chute violente qui manque de lui ôter la vie. A la frontière de la mort, elle voit la Faucheuse pour la première fois (Schwarzer Prinz). Elle le baptise affectueusement le Prince Noir. De cette rencontre naît une forte fascination mutuelle, une attraction charnelle qui ne se démentira jamais par la suite. C'est aussi le début d'une relation amour-haine entre Sissi et son "Prince", lesquels s'affronteront et s'attireront durant des décennies...

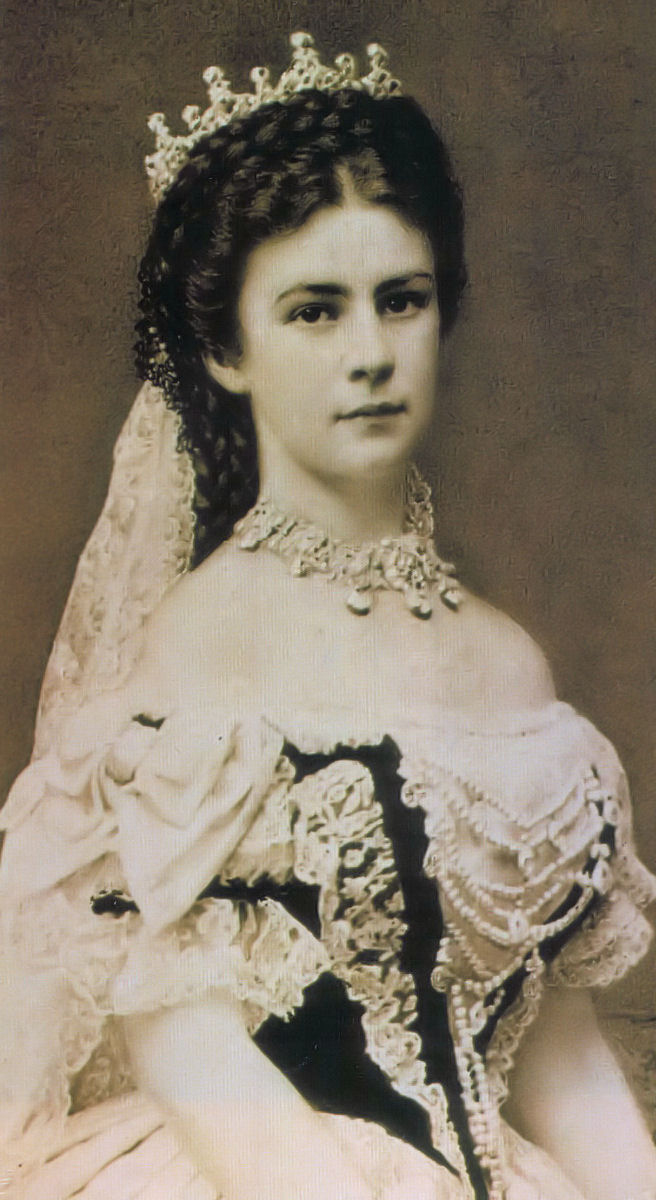
L'Impératrice d'Autriche Élisabeth lors de son couronnement en 1867, dont l'histoire inspire cette comédie musicale.

À Bad Ischl, l'empereur Franz Joseph d'Autriche (présenté auparavant dans Jedem gibt er das Seine) préfère Elisabeth à sa sœur aînée Helene, allant à l'encontre des volontés maternelles (So wie man plant und denkt). Follement épris de la jeune femme, Franz Joseph entend bien l'épouser (Nichts ist schwer). Pour Elisabeth, une nouvelle vie commence (Alle Fragen sind gestellt / Sie passt nicht). Le jour du mariage, la Mort fait son retour auprès d'elle (Der Letzte Tanz). L'entraînant dans un ballet morbide, la Faucheuse exprime avec cynisme son amertume d'avoir été écartée au profit d'un autre. Toutefois, la Mort sait que la victoire sera sienne : Sissi est mortelle, elle lui appartiendra donc tôt ou tard... 
Le mariage de conte de fée tourne au cauchemar pour Elisabeth, constamment étouffée par sa belle-mère l'archiduchesse Sophie et ses dames d'honneur (Eine Kaiserin muss glänzen). Elle se rend compte qu'elle a perdu sa liberté et se rebelle contre ce quotidien suffocant (Ich gehör nur mir).
Mais le malheur frappe à nouveau : sa première fille, Sophie, lui est arrachée par la Mort (Stationen einer Ehe / Die Schatten werden länger). Alors que Sissi donne enfin naissance à l'héritier tant attendu, Rudolf, sa position à la cour ne s'améliore pas (Die fröhliche Apokalypse). Comme pour ses autres enfants, sa belle-mère prend en charge l'éducation de Rudolf (Kind oder nicht). Lorsqu'Elisabeth découvre la manière dont ils ont été élevés, elle pose un ultimatum à Franz Joseph : elle veut s'occuper de l'éducation de ses enfants. Dans le cas contraire, il la perdra pour toujours (Elisabeth, mach auf mein Engel).
Pendant ce temps, le peuple se déchaîne contre l'impératrice - cette dernière prend des bains de lait, une denrée précieuse que la population ne peut plus se procurer. Lucheni attise les braises de la révolte et harangue les contestataires (Milch).
Franz Joseph décide d'accepter l'ultimatum de sa femme et lui soumet sa décision. Mais la Mort sait que la relation entre les époux, fragile, ne durera pas (Ich will dir nur sagen/Ich gehör nur mir (Reprise)/Finale 1. Akt).

### Acte 2
Les efforts d'Elisabeth pour soutenir la cause magyare s'avèrent fructueux. Le couronnement de Franz Joseph et d'Elisabeth en tant que roi et reine de Hongrie est acclamé par le peuple. La renommée de la jeune souveraine atteint son paroxysme, elle devient une icône.
Toujours présent sur scène, Lucheni se moque de la ferveur mercantile qui entoure Elisabeth et raille la pléthore de produits dérivés qui découle de sa notoriété, summum de kitsch. L'anarchiste identifie le compromis austro-hongrois comme les prémices de la déchéance : bientôt sonnera le glas de l'empire des Habsbourg (Kitsch). 

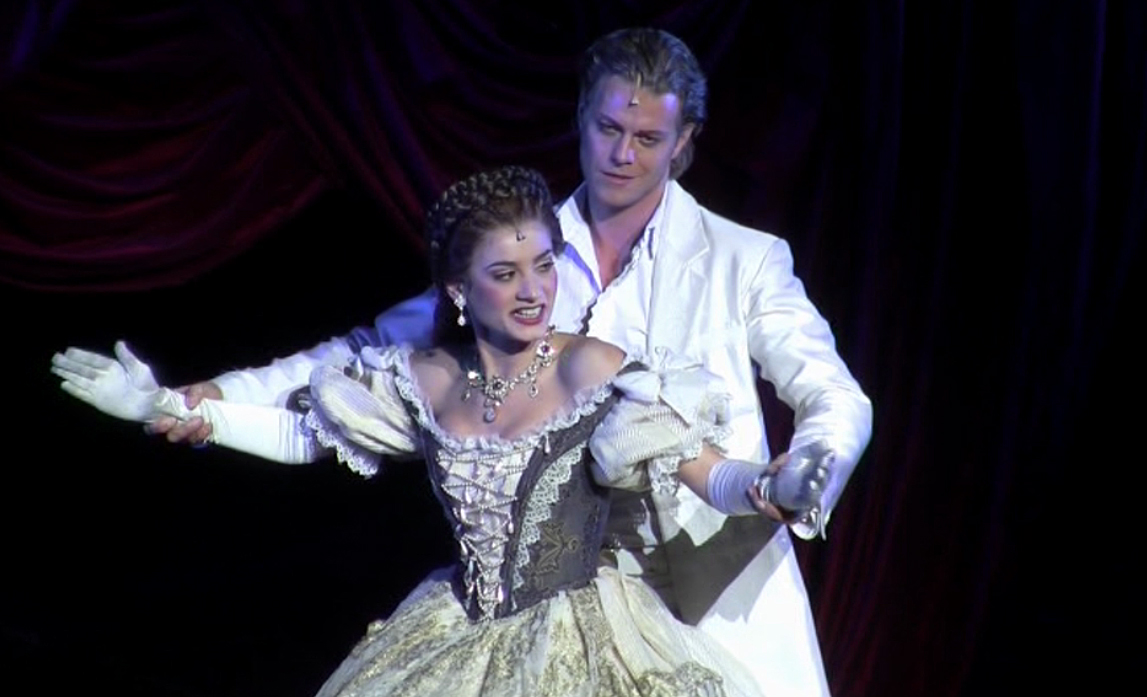
Alice Macura et Mark Seibert interprètent Wenn Ich Tanzen Will.

Bien qu'au sommet de son triomphe, Elisabeth reste captive de son idéal funeste. Elle rencontre à nouveau la Mort. La Faucheuse essaie de la convaincre de lui céder. Elle lui remémore à quel point son existence est vaine : Sissi est toujours prisonnière de la cour et seul son trépas peut l'en libérer (Wenn Ich Tanzen Will). 
Cette tentative se solde par un échec et la Mort se tourne alors vers le jeune prince Rudolf. Rudolf, seul et en quête désespérée d'amour maternel, accueille avec joie cet étrange ami venu des ténèbres. Comme sa mère jadis, il est fasciné par le Prince Noir (Mama, wo bist du?).
Elisabeth attise les rumeurs du peuple quand elle rend visite à un institut mental (Sie ist verrückt) et rencontre une patiente qui se prend pour elle, ce qui la cause à lamenter sa situation et le peu de pouvoir qu'elle a (Nichts, nichts, gar nichts).
L'archiduchesse Sophie, quant à elle, voit son influence sur Rudolf s'amenuiser et s'efforce de maintenir son emprise sur lui. A cet effet, elle cherche à fragiliser l'union entre Sissi et Franz Joseph (Wir oder sie). Elle charge le comte Grünne de l'emmener au salon de Frau Wolf, où il pourra connaître d'autres femmes (Nur kein Genieren). L'Empereur succombe aux charmes d'une prostituée atteinte de syphilis.
Lorsqu'Elisabeth tombe malade, la Mort la confronte sous les traits d'un médecin. Le "docteur" lui apprend que son mari l'a trompée et l'a infectée par une maladie vénérienne. Cette révélation la met au plus mal. Cependant, plutôt que de céder au désespoir et de se résigner à mourir, elle comprend qu'elle tient là une occasion unique : se libérer de son mari. Désormais, elle vivra comme elle l'entend, voyagera loin de Vienne et son étiquette étouffante (Die Letzte Chance (Die Maladie)).
Pendant ce temps, Rudolf est devenu adulte. Le jeune homme ressemble de plus en plus à Elisabeth, au grand dam de son père. Il s'est marié et soutient les Hongrois. La Mort vient à nouveau le rejoindre pour le tenter de se suicider mais échoue (Die Schatten werden länger (Reprise)). 
Piégé lors d'une réunion conspirationniste, Rudolf accuse les foudres de Franz Joseph. De plus en plus perdu, le prince héritier voit en sa mère son unique salut : seule Elisabeth peut encore le défendre. Sissi refuse, arguant qu'elle ne s'est pas libérée de Vienne pour retomber sous la coupe de la cour (Wenn ich dein Spiegel wär).
Désespéré, Rudolf est rejoint par la Mort, cette vieille amie qu'il connaît depuis l'enfance. Ne voyant pas d'autre issue, il cède aux ténèbres. Il embrasse la Faucheuse et met fin à ses jours d'une balle dans la tempe (Mayerling-Walzer).
À la suite du suicide de Rudolf, Elisabeth est détruite par la culpabilité. Elle se rend compte que sa volonté farouche de liberté l'a poussée à s'éloigner de tous, y compris son propre fils. Rien ne la relie plus à Franz Joseph ni à ce monde. Elle en a déjà fini avec la vie (Totenklage/Rudolf, wo bist du?).
La Mort remet à Lucheni la lime triangulaire avec laquelle il est censé tuer Elisabeth. L'empereur, victime d'un cauchemar, craint pour les jours de sa femme. Il l'aime toujours et finit par lui rendre visite. Les ultimes retrouvailles se soldent par le rejet de Sissi (Boote in der Nacht). Lucheni, poussé par la Mort, poignarde l'impératrice (Am Deck der sinkenden Welt/Alle Fragen sind gestellt (Reprise)).
La Faucheuse s'approche d'Elisabeth. Le couple se retrouve sans amertume ni colère. Elisabeth accueille la Mort avec soulagement, heureuse d'avoir pu vivre comme elle l'entendait et d'être désormais libérée de son existence tragique. La Mort la prend dans ses bras, l'embrasse et la conduit dans son royaume. Ils seront ensemble pour l'éternité (Der Schleier fällt).
Sur l'ultime note du spectacle, Lucheni se pend (Zukunftsseelen).

## Personnages principaux
- Elisabeth dite Sisi, impératrice d'Autriche puis reine de Hongrie. Elle est originaire de Bavière.
- La Mort / Der Tod, personnification anthropomorphe de la Mort, sorte de Grande Faucheuse.
- Luigi Lucheni, un anarchiste italien qui commettra le meurtre d'Elisabeth. Il campe le rôle du narrateur.
- Franz Joseph, empereur d'Autriche puis roi de Hongrie. Mari d'Elisabeth.
- Archiduchesse Sophie, la mère autoritaire de Franz Joseph.
- Rudolf, prince héritier, fils d'Elisabeth et de Franz Joseph.
- Maximilian Joseph dit Max, duc en Bavière.
- Ludovika, princesse de Bavière. Femme de Max, mère d'Elisabeth et sœur cadette de Sophie.
- Helene, la sœur aînée d'Elisabeth.
- Comtesse Esterházy, dame de compagnie.
- Comte Grünne, proche conseiller de Franz Joseph.
- Cardinal Archbishop Rauscher, archevêque de Vienne.
- Prince Schwarzenberg, ministre d'Etat.
- Frau Wolf, la tenancière d'un lupanar viennois.

## Chansons et scènes

### Acte 1
1. Prolog
2. Wie du
3. Schön, euch alle zu seh'n
4. Kein Kommen ohne Gehen (Útvesztő minden út) / Figure dans la production hongroise de 1996, ainsi que dans la version anniversaire jouée à Vienne en 2012, au Raimund Theatre. Elle a été incluse dans les productions suivantes.
5. Rondo von Liebe und Tod (Ai To Shi No Rondo) / Apparaît dans les versions japonaises de Takarazuka et Toho depuis 1996. La mélodie est identique à celle de la chanson hongroise Útvesztő minden út mais des différences subsistent dans le texte et l'interprétation.
6. Wie Du (Reprise) / Figure dans la première version, dans les versions hongroises et suédoises. Pour la version néerlandaise, cette partie a été réécrite par la chanson Schwarzer Prinz. Elle est conservée dans les productions suivantes jusqu'en 2012. A cette date, elle a été fusionnée avec le morceau Kein Kamen ohne Gehn.
7. Jedem gibt er das Seine
8. So wie man plant und denkt...
9. Nichts ist schwer
10. Alle Fragen sind gestellt
11. Sie passt nicht
12. Der letzte Tanz
13. Eine Kaiserin muss glänzen
14. Ich gehör nur mir
15. Stationen einer Ehe
16. Die Schatten werden länger
17. Die fröhliche Apokalypse
18. Kind oder nicht / Apparue pour la première fois dans la production allemande de 2001, elle a été incluse dans les productions suivantes.
19. Elisabeth, mach auf mein Engel
20. Milch
21. Schönheitspflege / Uns're Kaiserin soll sich wiegen
22. Ich will dir nur sagen/Ich gehör nur mir (Reprise) / Finale 1. Akt

### Acte 2
1. Kitsch
2. Éljen / N'apparaît pas dans les productions de Scheveningen, Essen et Stuttgart.
3. Wenn ich tanzen will / Écrite pour la production allemande de 2001, elle a été reprise dans la plupart des productions suivantes.
4. Mama, wo bist du?
5. Sie ist verrückt
6. Nichts, nichts, gar nichts / Dans la première version, il ne s'agissait que d'un couplet avec une séquence dansée. Ce morceau a été réécrit peu de temps après et adopté dans toutes les productions. Selon les versions, elle est néanmoins insérée à différents moments du deuxième acte.
7. Wir oder sie
8. Nur kein Genieren
9. Die letzte Chance (Die Maladie)
10. Zwischen Traum und Wirklichkeit / Figure uniquement lors de la première saison de la production Toho en 2000. Une version allemande de la chanson peut être entendue sur le CD du casting stuttgartois.
11. Ist das nun mein Lohn / Eine Kaiserin muss glänzen (Reprise)
12. Bellaria / Ecrite pour les premières distributions hongroises et japonaises (toutes deux en 1996) et reportée dans les productions suivantes.
13. Rastlose Jahre
14. Jagd / Figure seulement dans la première monture du spectacle, les productions hongroises et suédoises ainsi que la première à Vienne.
15. Die Schatten werden länger (Reprise)
16. Verschwörung / Figure dans les productions de Scheveningen (Pays-Bas), Essen et Stuttgart (Allemagne) ainsi que la hongroise et la japonaise.
17. Streit zwischen Vater und Sohn / Apparaît à Essen, Berlin et Vienne mais pas dans la version originale.
18. Hass / Absente des productions de Takarazuka.
19. Wie du (Reprise) / Absente des productions de Takarazuka.
20. Wenn ich dein Spiegel wär
21. Mayerling-Walzer
22. Totenklage/Rudolf, wo bist du?
23. Mein neues Sortiment
24. Boote in der Nacht
25. Am Deck der sinkenden Welt / Alle Fragen sind gestellt (Reprise)
26. Der Schleier fällt
27. Zukunftsseelen

## Distributions

### Autriche
| Personnage incarné                | 1992              | 2003            | 2012                   | 2019            | 2022            |
| --------------------------------- | ----------------- | --------------- | ---------------------- | --------------- | --------------- |
| L'impératrice Elisabeth           | Pia Douwes        | Maya Hakvoort   | Annemieke van Dam      | Pia Douwes      | Maya Hakvoort   |
| La Mort                           | Uwe Kröger        | Máté Kamarás    | Mark Seibert           | Mark Seibert    | Mark Seibert    |
| Luigi Lucheni                     | Ethan Freeman     | Serkan Kaya     | Kurosch Abbasi         | David Jakobs    | David Jakobs    |
| L'empereur Franz Joseph           | Viktor Gernot     | André Bauer     | Franziskus Hartenstein | Viktor Gernot   | André Bauer     |
| L'archiduchesse Sophie            | Else Ludwig       | Else Ludwig     | Daniela Ziegler        | Daniela Ziegler | Daniela Ziegler |
| Le prince Rudolf                  | Andreas Bieber    | Jesper Tydén    | Anton Zetterholm       | Lukas Perman    | Lukas Perman    |
| Maximilian Joseph, duc en Bavière | Wolfgang Pampel   | Dennis Kozeluh  | Christian Peter Hauser | Hans Neblung    | Hans Neblung    |
| Ludovika, duchesse en Bavière     | Christa Wettstein | Susanna Panzner | Carin Filipčić         | Patricia Nessy  | Katja Berg      |

### Allemagne
| Personnage incarné                | Essen (2001)        | Stuttgart (2005)    | Berlin (2008)        | Tournée (2009)    | Tournée (2011)    | Tournée (2015)    |
| --------------------------------- | ------------------- | ------------------- | -------------------- | ----------------- | ----------------- | ----------------- |
| L'impératrice Elisabeth           | Pia Douwes          | Maike Boerdam       | Pia Douwes           | Annemieke van Dam | Annemieke van Dam | Roberta Valentini |
| La Mort                           | Uwe Kröger          | Olegg Vynnyk        | Uwe Kröger           | Oliver Arno       | Mark Seibert      | Mark Seibert      |
| Luigi Lucheni                     | Carsten Lepper      | Carsten Lepper      | Bruno Grassini       | Bruno Grassini    | Kurosch Abbasi    | Kurosch Abbasi    |
| L'empereur Franz Joseph           | Michael Shawn Lewis | Ivar Helgasson      | Markus Pol           | Markus Pol        | Mathias Edenborn  | Maximilian Mann   |
| L'archiduchesse Sophie            | Gabriele Ramm       | Susan Rigvava-Dumas | Christa Wettstein    | Christa Wettstein | Betty Vermeulen   | Angelika Wedekind |
| Le prince Rudolf                  | Jesper Tydén        | Martin Pasching     | Oliver Arno          | Thomas Hohler     | Oliver Arno       | Thomas Hohler     |
| Maximilian Joseph, duc en Bavière | Claus Dam           | Michael Flöth       | Norbert Lamla        | Thomas Bayer      | Dennis Kozeluh    | Dennis Kozeluh    |
| Ludovika, duchesse en Bavière     | Annika Bruhns       | Kaatje Dierks       | Maike Katrin Schmidt | Susanna Panzner   | Elissa Huber      | Caroline Sommer   |

### Quelques productions asiatiques
| Personnage incarné                | Japon - Takarazuka (1996) | Japon - Takarazuka (2005) | Corée du Sud - Centre des arts de Séoul (2013) | Japon - Tōhō (2016) |
| --------------------------------- | ------------------------- | ------------------------- | ---------------------------------------------- | ------------------- |
| L'impératrice Elisabeth           | Mari Hanafusa             | Sena Jun                  | Ock Joo-hyun                                   | Mari Hanafusa       |
| La Mort                           | Maki Ichiro               | Ayaki Nao                 | Kim Junsu                                      | Yū Shirota          |
| Luigi Lucheni                     | Yu Todoroki               | Kiriya Hiromu             | Park Eun-Tae                                   | Ikusaburō Yamazaki  |
| L'empereur Franz Joseph           | Fubuki Takane             | Hatsukaze Midori          | Lee Kwang Yong                                 | Sato Takanori       |
| L'archiduchesse Sophie            | Shu Michiru               | Mimi Anri                 | Lee Jung Hwa                                   | Mayo Suzukaze       |
| Le prince Rudolf                  | Tatsuki Kohju             | Oozora Yuuhi              | Kim Ee Sak                                     | Yūta Furukawa       |
| Maximilian Joseph, duc en Bavière | ?                         | Hoshihara Misao           | Oh Sung Won                                    | Michihiro Otani     |
| Ludovika, duchesse en Bavière     | ?                         | Natsukawa Yura            | Han Ji Yeon                                    | Yuki Mirai          |

### Quelques productions internationales
| Personnage incarné                | Suède (1999)               | Hongrie - Budapesti Operettszínház (2004) | Pays-Bas - Stadsschouwburg (2009) | Belgique - Festival Bruxellons ! (2022)  |
| --------------------------------- | -------------------------- | ----------------------------------------- | --------------------------------- | ---------------------------------------- |
| L'impératrice Elisabeth           | Cecilie Nerfont Thorgersen | Janza Kata                                | Ann van den Broeck                | Marie-Pierre de Brienne / Romina Palmeri |
| La Mort                           | Patrik Martinsson          | Szabó P. Szilveszter                      | Oliver Arno                       | Nicolas Kaplyn                           |
| Luigi Lucheni                     | Christer Nerfont           | Földes Tamás                              | Jan Schepens                      | Antonio Macipe                           |
| L'empereur Franz Joseph           | Björn Eduard               | Bereczki Zoltán                           | Guido Gottenbos                   | Arnaud Masclet                           |
| L'archiduchesse Sophie            | Sylvia Härwell             | Molnár Piroska                            | Anne Mie Gils                     | Anne Mie Gils                            |
| Le prince Rudolf                  | Martin Kagemark            | Dolhai Attila                             | Thomas Hohler                     | Lander Van Nuffelen                      |
| Maximilian Joseph, duc en Bavière | Björn Eduard               | Marik Péter                               | Marc Coessens                     | Steven Colombeen                         |
| Ludovika, duchesse en Bavière     | Anna Wallin                | Felföldi Anikó                            | Kristen Cools                     | Ilse La Monaca                           |

## Production

### Genèse
Commandée en 1990 par l'Opéra de Vienne, Elisabeth raconte l'histoire d'Élisabeth de Wittelsbach, plus connue sous le nom d'impératrice Sissi. Dès la mise en place du projet, Levay et Kunze souhaitent s'éloigner du romantisme exacerbé de la saga portée par Romy Schneider. Pour ce faire, ils optent pour un angle métaphorique beaucoup plus sombre.

### Vision de Sissi dans le spectacle
Les auteurs prêtent à l'impératrice une histoire d'amour-haine avec la Mort - cette dernière est généralement interprétée par un homme, le nom « Der Tod » étant masculin en allemand.  La dépression de Sissi et ses envies macabres sont dès lors incarnées par la figure d'une Grande Faucheuse séductrice, androgyne et évanescente qui la poursuivra des années durant, jusqu'à son assassinat par l'anarchiste Luigi Lucheni.
Certaines versions néerlandaises récentes du spectacle mettent en avant le fait que Sissi atténue son spleen avec la nicotine (on la voit fumer des cigarettes, une vision popularisée par le long-métrage Corsage de Marie Kreutzer) et l'acte 2 montre frontalement une addiction à l'héroïne.

### La figure de Der Tod
L'apparence première de Der Tod, sous les traits de Uwe Kröger, est inspirée par Heinrich Heine, poète favori de la véritable Elisabeth, et du style de la star britannique David Bowie. Cette griffe glam rock sera reprise notamment dans les productions du Budapesti Operettszínház, avec Szabó P. Szilveszter et Máté Kamarás. 
Dans les productions asiatiques, qu'il s'agisse de Yūichirō Yamaguchi, Yoshio Inoue, Yū Shirota ou Kim Junsu, il arbore également un style rock (principalement du cuir noir, une cape et des bottes hautes) et des cheveux clairs. Lors de son apparition finale, pour ses retrouvailles avec Elisabeth, il est en blanc. Durant la tournée japonaise 2022 - 2023 de la Tōhō, le style de Der Tod présente quelques évolutions visant à souligner son caractère surnaturel : incarné par Ikusaburō Yamazaki, il porte une perruque bouclée aux teintes violines et des lentilles d'un bleu perçant ; la perruque de Yūta Furukawa, en revanche, tire sur l'argenté et il a des lentilles dorées. 
Certaines versions récentes présentées au Pays-Bas se basent sur des célébrités de la scène musicale plus contemporaines, notamment Adam Lambert,. 

## Réception
Si la réception critique est mitigée lors de la première, Elisabeth reste la comédie musicale de langue allemande la plus jouée dans le monde ; treize pays ont accueilli les différentes productions. Elle comptabilise plus de douze millions de spectateurs et a été traduite dans huit langues parmi lesquelles le hongrois, le japonais, le suédois, le coréen et le français.